# Europastraße 772
Die Europastraße 772 (kurz: E 772) ist eine Europastraße in Bulgarien.

## Verlauf
Die Europastraße 772 beginnt in Jablanica, Weliko Tarnowo und endet in Schumen. Sie ist mit der Nationalstraße 4 in Bulgarien deckungsgleich.